# Land of 1000 dances
«Land of a Thousand Dances» (чи «Land of 1000 Dances») — це пісня створена та вперше записана Крісом Кеннером у 1962. Відома своєю частиною що цілком складається зі складів «на на на на на», яка була додана групою Cannibal & the Headhunters у власну версію пісні видану в 1965. Найвідоміша версія пісні від Вілсона Пікета записана в 1966 записана в альбомі The Exciting Wilson Pickett, яка стала його третьою піснею що зайняла перше місце в рейтингу R&B та його найбільшим поп-хітом. У 1989, ця версія зайняла 152 місце у списку Дейва Марша 1001 найкращий сингл, який коли-небудь створювався..